# Stanisław Harasymowicz

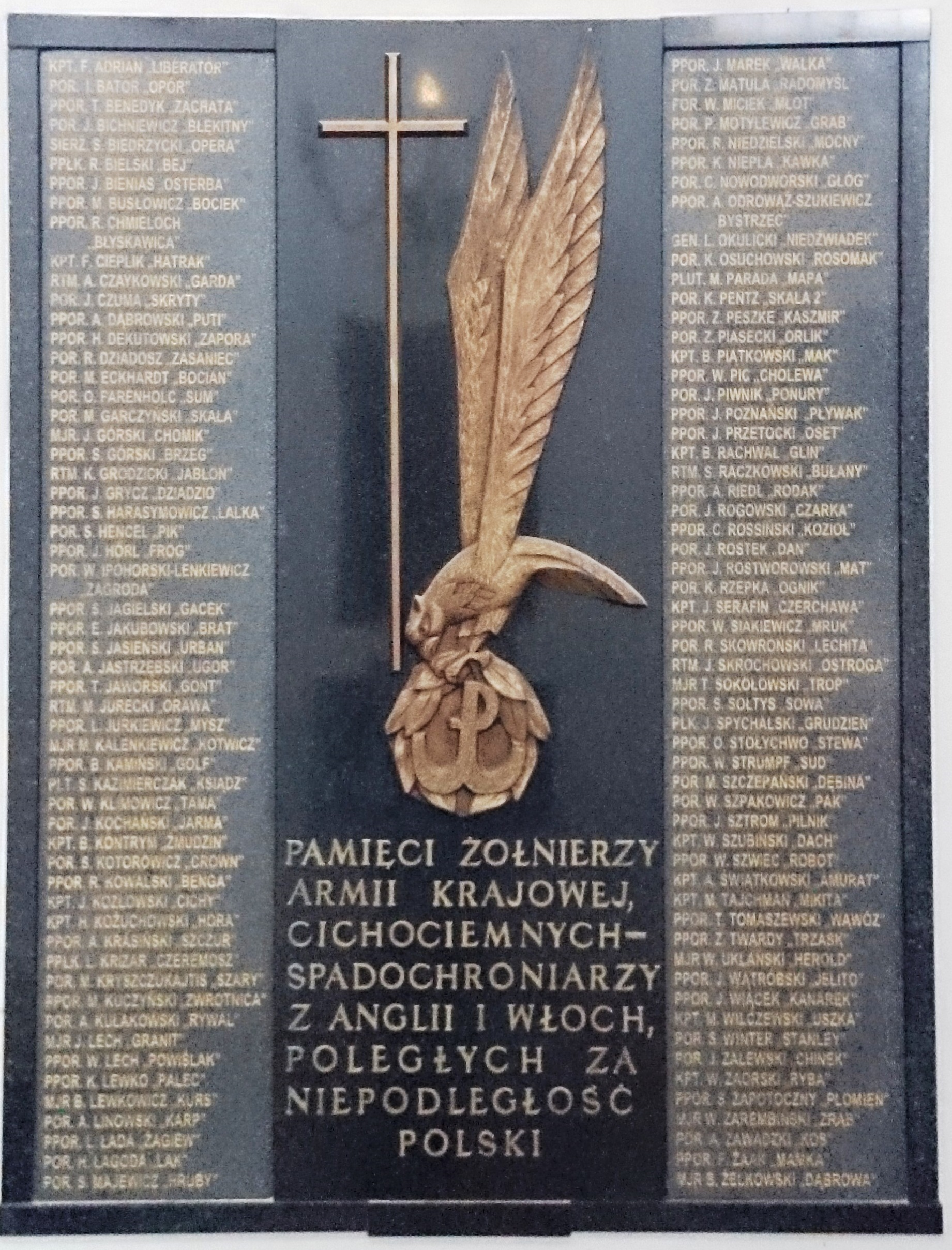
Tablica w kościele św. Jacka w Warszawie, upamiętniająca poległych cichociemnych, w tym Stanisława Harasymowicza

Stanisław Wacław Harasymowicz, ps. Lalka, Żyrafa (ur. 26 października 1917 we Lwowie, zm. 10 sierpnia 1944 w Warszawie) – żołnierz Wojska Polskiego II RP, podporucznik artylerii Polskich Sił Zbrojnych i Armii Krajowej, cichociemny. Znajomość języków: niemiecki, angielski. Zwykły Znak Spadochronowy nr 3137. Przyrodni brat cichociemnego Jerzego Buyny.

## Życiorys
Był synem Wacława, inżyniera, i Heleny z Lewandowskich, i przyrodnim bratem Jerzego Buyny. Uczył się w Korpusie Kadetów . Uczęszczał do I Gimnazjum Miejskiego im. gen. Józefa Sowińskiego. W 1939 roku zdał maturę w Gimnazjum i Liceum im. Stefana Żeromskiego w Warszawie.
We wrześniu 1939 roku nie został zmobilizowany, ale ochotniczo walczył w 1 Pułku Obrony Warszawy. W nocy 1/2 listopada przekroczył wraz z przyrodnim bratem granicę ze Słowacją, następnie z Węgrami, 18 listopada 1939 roku dotarli do Francji. 20 listopada 1939 roku w Camp de Coëtquidan wstąpił do Polskich Sił Zbrojnych,  skierowany do Szkoły Podchorążych Piechoty w Camblessac, a następnie Szkoły Podchorążych Artylerii w Camp de Coëtquidan. Po upadku Francji ewakuowany wraz ze szkołą, od czerwca 1940 roku w Wielkiej Brytanii. Skierowany do Centrum Wyszkolenia Artylerii, a następnie przydzielony jako bombardier, od 2 stycznia 1941 roku jako działonowy, później jako zastępca oficera technicznego 1 Pułku Artylerii Ciężkiej. Od 18 stycznia 1943 roku uczestniczył w kursie techniczno-samochodowym dla oficerów i podchorążych w Centrum Wyszkolenia Broni Pancernej, po jego ukończeniu od 3 czerwca 1943 roku odbywał staż w oddziałach brytyjskich. Awansowany na stopień plutonowego podchorążego w grudniu 1942 roku.
Zgłosił się do służby w kraju. Przeszkolony ze specjalnością w dywersji, m.in. na kursach specjalnych dla kandydatów na cichociemnych, m.in.:  propagandy, spadochronowym, walki konspiracyjnej, odprawowym (STS 43, Audley End), i in. Zaprzysiężony na rotę ZWZ/AK  5 listopada 1943 roku w Chicheley przez szefa Oddziału VI (Specjalnego) Sztabu Naczelnego Wodza, przerzucony na stację wyczekiwania Głównej Bazy Przerzutowej w Latiano nieopodal Brindisi we Włoszech.
Skoczył ze spadochronem do Polski w nocy 16/17 kwietnia 1944 roku, w sezonie operacyjnym „Riposta”, w operacji lotniczej „Weller 15”, samolotu Halifax JP-236 „A” (1586 Eskadra PAF), na placówkę odbiorczą „Obraz” 318 (kryptonim polski, brytyjskie oznaczenie numerowe pinpoints), za ujściem Bugu – Narwi, w okolicach miejscowości Krawcowizna, 12 km od Tłuszcza. Razem z nim skoczyli: por. Jerzy Buyno ps. Gżegżółka (jego brat przyrodni), st. sierż. Mieczysław Psykała ps. Kalwadosik, mjr. dypl. Jerzy Szymański ps. Boga.
Po skoku i aklimatyzacji do realiów okupacyjnych przydzielony do Okręgu Polesie AK, do bazy „Start II”  Centrali Zaopatrzenia Terenu 30 Dywizji Piechoty AK.
Walczył w powstaniu warszawskim jako dowódca plutonu kompanii „Zgoda” batalionu „Czata 49”, od 9 sierpnia jako dowódca plutonu „Mieczyków” KN (po rannym Mieczysławie Kurzynie ps. Miecz). 10 sierpnia został ciężko ranny w okolicy ul. Stawki. Poległ, trafiony ponownie w czasie transportu z pola walki. Według innej relacji zmarł 11 sierpnia w szpitalu Jana Bożego.
Został pochowany w Warszawie.

## Ordery i odznaczenia
- Krzyż Srebrny Orderu Virtuti Militari (pośmiertnie, 2 października 1944).

## Upamiętnienie
W lewej nawie kościoła św. Jacka przy ul. Freta w Warszawie odsłonięto w 1980 roku tablicę Pamięci żołnierzy Armii Krajowej, cichociemnych – spadochroniarzy z Anglii i Włoch, poległych za niepodległość Polski. Wśród wymienionych 110 poległych cichociemnych jest Stanisław Harasymowicz.